# 富士見市立勝瀬中学校
富士見市立勝瀬中学校（ふじみしりつ かつせちゅうがっこう）は、埼玉県富士見市大字勝瀬にある市立中学校。通称は「勝中」（かっちゅう）。
周辺は住宅地や畑、市営プール（閉鎖済み）や環境センターなども見られる風景多彩な外観である。

## 概観
校訓は「笑顔あふれる学校に～勝瀬中学校～」。昭和55年4月に開校した。
- 埼玉県西部教育事務所管内屈指の生徒数を誇る大規模校で、富士見市最大の中学校である。令和4年5月1日現在で全校生徒数720名。勝瀬小学校、鶴瀬小学校、ふじみ野小学校の卒業者が通う。
- 校舎は5階建て。第一学年が5階エリアを使用し、第二学年は4階、第三学年は3階となっており、2階には職員室や会議室などがあり、1階は体育館や昇降口などがある。
- 基準改定に基づいていくつかの教室の窓側に耐震補強用の柱が立ち、対策も万全である。
- 大半の教室に扇風機が設置され、冬季は各教室に置いてある、ストーブも各教室に用いられていたが撤去された。 平成26年度にエアコンが設置された。
- 剣道場が卓球場として使用されている。2006年度・2011年度・2015年度、2021年度に関東大会出場決定。
- 距離的な問題により自転車通学が認められている生徒が校内の半数を満たしている。学区内において、学校所在地と人口の多い地域とが離れているためである。
- 井戸があり、飲用可能である。
- 稀有な立地で、富士見環境センターに隣接する。

## 著名な出身者
- 藤沼拓夢　（プロサッカー選手）